# Путятичи
Путятичи (укр. Путятичі) — село в Городокской городской общине Львовского района Львовской области Украины.
Население по переписи 2001 года составляло 427 человек. Занимает площадь 6,549 км². Почтовый индекс — 81531. Телефонный код — 3231.